# Saint-Alyre-d'Arlanc
Saint-Alyre-d'Arlanc è un comune francese di 176 abitanti situato nel dipartimento del Puy-de-Dôme nella regione dell'Alvernia-Rodano-Alpi.

## Società

### Evoluzione demografica
Abitanti censiti